# Kirbu soo
Kirbu soo este o arie protejată (arie specială de conservare — SAC, sit de importanță comunitară — SCI) din Estonia întinsă pe o suprafață de 68,1 ha, integral pe uscat.

## Localizare
Centrul sitului Kirbu soo este situat la coordonatele 57°47′00″N 26°21′10″E / 57.7832°N 26.3527°E.

## Înființare
Situl Kirbu soo a fost declarat sit de importanță comunitară în aprilie 2004 pentru a proteja un număr necunoscut de specii din flora spontană și fauna sălbatică aflate în arealul zonei. Situl a fost protejat și ca arie specială de conservare în decembrie 2005.

## Biodiversitate
Situată în ecoregiunea boreală, aria protejată conține 2 habitate naturale: Mlaștini alcaline, Mlaștini împădurite.
La baza desemnării sitului se află un număr nedeclarat de specii protejate.